# 아르헨티나의 세계유산

아르헨티나의 세계유산은 유네스코에 등재된 아르헨티나의 세계유산이다. 아르헨티나는 1978년 8월 23일 유네스코에 비준하였으며, 6건의 문화유산과 5건의 자연유산을 보유하고 있다.

## 목록

### 문화유산
| No. | 사진 | 등록명                                                      | 소재지                                                            | 등록년도      | 등록기준          | 유네스코 지정번호 | 비고            |
| 1   |      | 과라니족의 예수회 선교단 시설                               | 아르헨티나 미시오네스주 브라질 히우그란지두술주                   | 1983년 1984년 | (ⅳ)               | 275               | 브라질과 공유   |
| 2   |      | 리오 핀투라스 암각화                                        | 산타크루스주                                                      | 1999년        | (ⅲ)               | 936               |                 |
| 3   |      | 코르도바의 예수회 수사 유적과 대목장                        | 코르도바주                                                        | 2000년        | (ⅲ)               | 959               |                 |
| 4   |      | 우마우아카 협곡                                             | 후후이주                                                          | 2003년        | (ⅱ), (ⅳ), (ⅴ)     | 1116              |                 |
| 5   |      | 카팍냔 - 안데스의 도로체계                                  | 아르헨티나 볼리비아 에콰도르 칠레 콜롬비아 페루                   | 2014년        | (ⅰ), (ⅲ) (ⅳ), (ⅵ) | 1459              | 6개국 공동 등재 |
| 6   |      | 르 코르뷔지에의 건축 작품, 모더니즘 운동에 관한 탁월한 기여 | 아르헨티나 부에노스아이레스주 독일 벨기에 스위스 인도 일본 프랑스 | 2016년        | (ⅰ), (ⅱ), (ⅵ)     | 1321              | 7개국 공동 등재 |

### 자연유산
| No. | 사진                  | 등록명                           | 소재지              | 등록년도 | 등록기준 | 유네스코 지정번호 | 비고 |
| 1   |                       | 로스글라시아레스 국립공원        | 산타크루스주        | 1981년   | (ⅶ), (ⅷ) | 145               |      |
| 2   |                       | 이과수 국립공원                  | 미시오네스주        | 1984년   | (ⅶ), (ⅹ) | 303               |      |
| 3   |                       | 발데스 반도                      | 추부트주            | 1999년   | (ⅹ)      | 937               |      |
| 4   | 이치괄라스토 타람파야 | 이치괄라스토 · 타람파야 자연공원 | 라리오하주 산후안주 | 2000년   | (ⅷ)      | 966               |      |
| 5   |                       | 로스알레르세스 국립공원          | 추부트주            | 2017년   | (ⅶ), (ⅹ) | 1526              |      |